# Brossard
Brossard es una ciudad de la provincia de Quebec, Canadá. Es una de las ciudades que conforman la Comunidad metropolitana de Montreal y a su vez, hace parte de la aglomeración y conferencia regional de elecciones de Longueuil en la región de Montérégie. Brossard fue creado el 14 de febrero de 1958 y reconstituido el 1° de enero de 2006. Hace parte de las circunscripciones electorales de La Pinière a nivel provincial y de Brossard—La Prairie a nivel federal.

## Geografía
Brossard se encuentra ubicada en las coordenadas 45°28′00″N 73°27′00″O / 45.46667, -73.45000. Según Statistics Canada, tiene una superficie total de 45,2 km² y es una de las 1135 municipalidades en las que está dividido administrativamente el territorio de la provincia de Quebec.

## Demografía
Según el censo de Canadá de 2011, había 79 273 personas residiendo en esta ciudad con una densidad de población de 1753,9 hab./km². Los datos del censo mostraron que de las 71 154 personas en 2006, en 2011 el cambio poblacional fue un aumento de 8119 habitantes (11,4%).  El número total de inmuebles particulares resultó de 32 099 con una densidad de 710,15 inmuebles por km². El número total de viviendas particulares que se encontraban ocupadas por residentes habituales fue de 30 999.